# Paolo Colombo (politico)
Paolo Colombo (Cantù, 21 maggio 1968) è un politico italiano.
Esponente della Lega Nord, fu consigliere comunale del comune di Cantù dal 1990 al 1997.
Approdò alla Camera in occasione delle elezioni politiche del 1996, quando fu eletto nel collegio di Cantù.
Terminò il mandato di parlamentare nel 2001.